# Nissan Bluebird
Nissan Bluebird (яп. 日産・ブルーバード) — семейство легковых автомобилей среднего размера, выпускавшихся японским автопроизводителем Nissan с 1959 по 2000 год. Традиционными конкурентами являлись Toyota Corona почти с самого начала производства. Изначально разрабатывался для конкуренции с Corona, также в каждом поколении выпускались автомобили для работы в качестве такси, параллельно с базовыми автомобилями Nissan Cedric.
Выпускался в кузовах седан, универсал и хетчбэк, в зависимости от поколения. В 1989 году, в Европе модель заменена на новую, которая называлась Nissan Primera. Для японского рынка автомобиль производился до 2000 года.

## Экспортные и иностранные названия модели
Экспортные версии продавались под разными названиями, такими как Datsun 510, Datsun 180B (с версиями 160B и 200B) и Datsun Bluebird. Шильдики Nissan Bluebird стали появляться примерно с 1982 года.
С 1981 по 1985 год в Австралии, следом за Японией, автомобиль назвали Bluebird, обновленной заднеприводной версией в 1984 и 1985 годах. Эта машина была сменена в 1986 году на автомобиль Nissan Pintara. В США продавался как Nissan Stanza. В 1992 году Stanza превратился в Nissan Altima. В настоящее время не продается в Северной Америке; в 1998 году Алтима была полностью переработана, став уникальной моделью для североамериканского рынка. Продавался в Европе в период между 1986 и 1990 годами как Nissan Auster, в 1990 году смененный Nissan Primera.
Шести-цилиндровая версия под названием «Maxima» была выпущена в 1980 году и стала отдельной моделью.

## Первое поколение
Datsun Bluebird (310/311/312, 1959—1963) дебютировал в августе 1959 года, став новым автомобилем, доступным в Японии через дилерскую сеть Nissan Bluebird Store. На автомобили 310 серии устанавливались литровые двигатели от 210 модели. 310 модель строилась между 1960 и 1963 годами. Всего существовало три модели первого поколения: 310 (1960 год), 311 (1961 год) и 312 (1962—1963 года). На Тайване автомобиль заменил 701 модель и был известен как Yue Loong Bluebird 704. В Корее продавался как Datsun 312. Серия 310 также выпускалась в Южной Африке на заводе Росслин в Претории в 1962 и 1963 годы. Кроме того, эта модель также продавалась в Новой Зеландии и была одной из первых японских моделей, продававшихся здесь начиная с мая 1962 года.

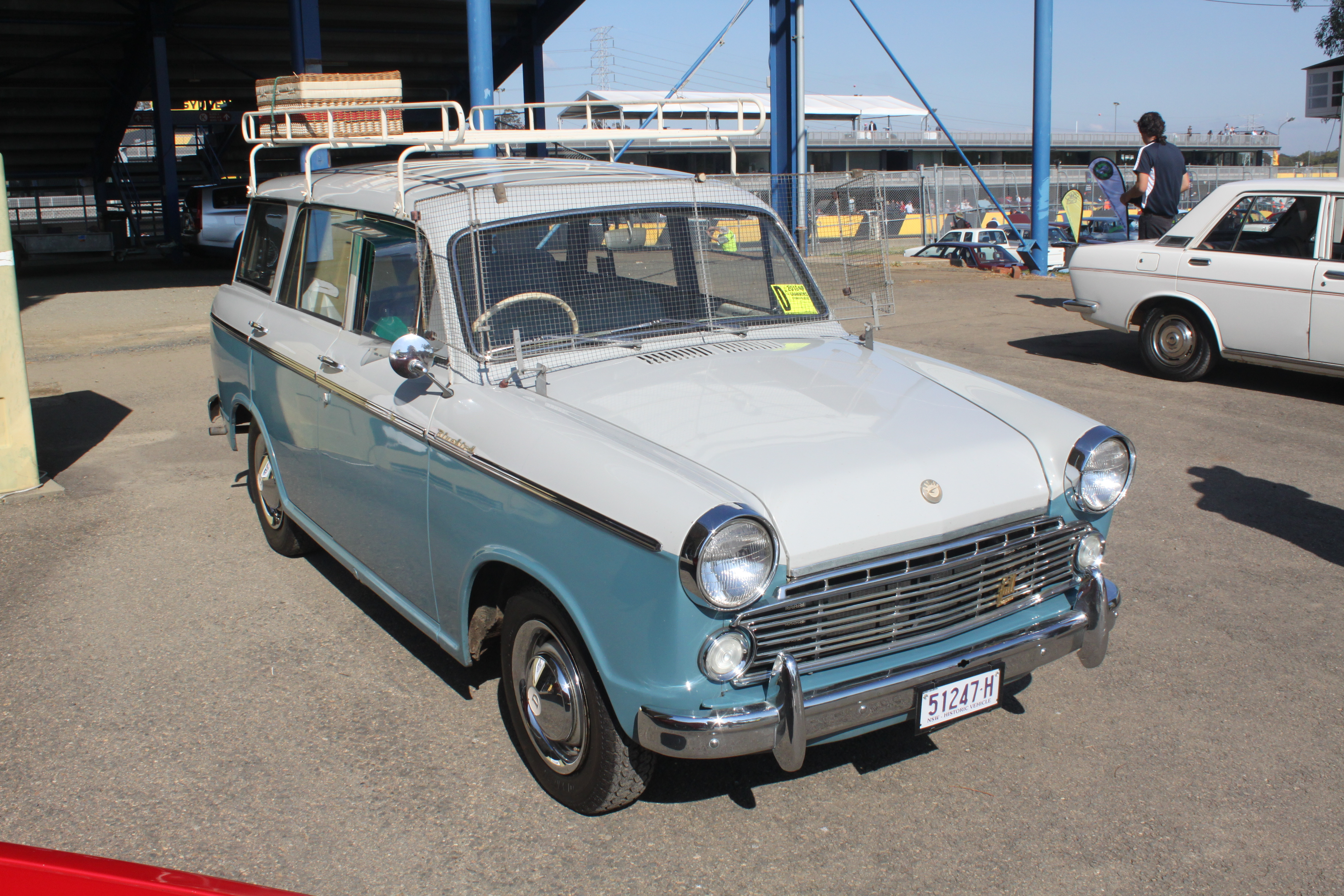
Универсал Datsun Bluebird (WP312, 1963)

В июле 1960 года в модельном ряде появился пятидверный универсал (WP310). P310 оснащался 1,2-литровым двигателем Nissan E. Версия с малым двигателем называлась просто «310» и имела литровый двигатель Nissan C. Модели P311 и P312 (60-сильный 1,2-литровый двигатель Nissan E-1) также имели малолитражные версии («311» и «312»), которые оснащались 45-сильным 1-литровым двигателем Nissan C-1. На 310 и 311 модели устанавливалась трёхступенчатая механическая коробка передач. Также модели 311 и 312 были доступны и в кузове универсала. Кроме того, для 312 существовала комплектация Deluxe (DP312). Комплектация «Fancy Deluxe» (DP312-L) продавалась специально для женщин-водителей; она отличалась цветом кузова, интерьера, различными элементами интерьера, большими зеркалами. К февралю 1961 года 1,2-литровый двигатель с верхним расположением клапанов (под кодовым названием E-1) стал опцией в комплектации DX.

Стиль автомобиля показывает имитацию больших американских автомобилей. Очень малое число этих автомобилей попало в США. Это поколение стало одним из первых японских автомобилей, продававшихся в значительных количествах в Европе, после того как Финляндия полностью открыла двери для ввоза автомобилей в середине 1962 года. Таким образом, 700 единиц попало только в Финляндию. Хотя и не очень быстрый, но надёжный Датсун хорошо подходил для суровых финских дорог того времени.

## Второе поколение

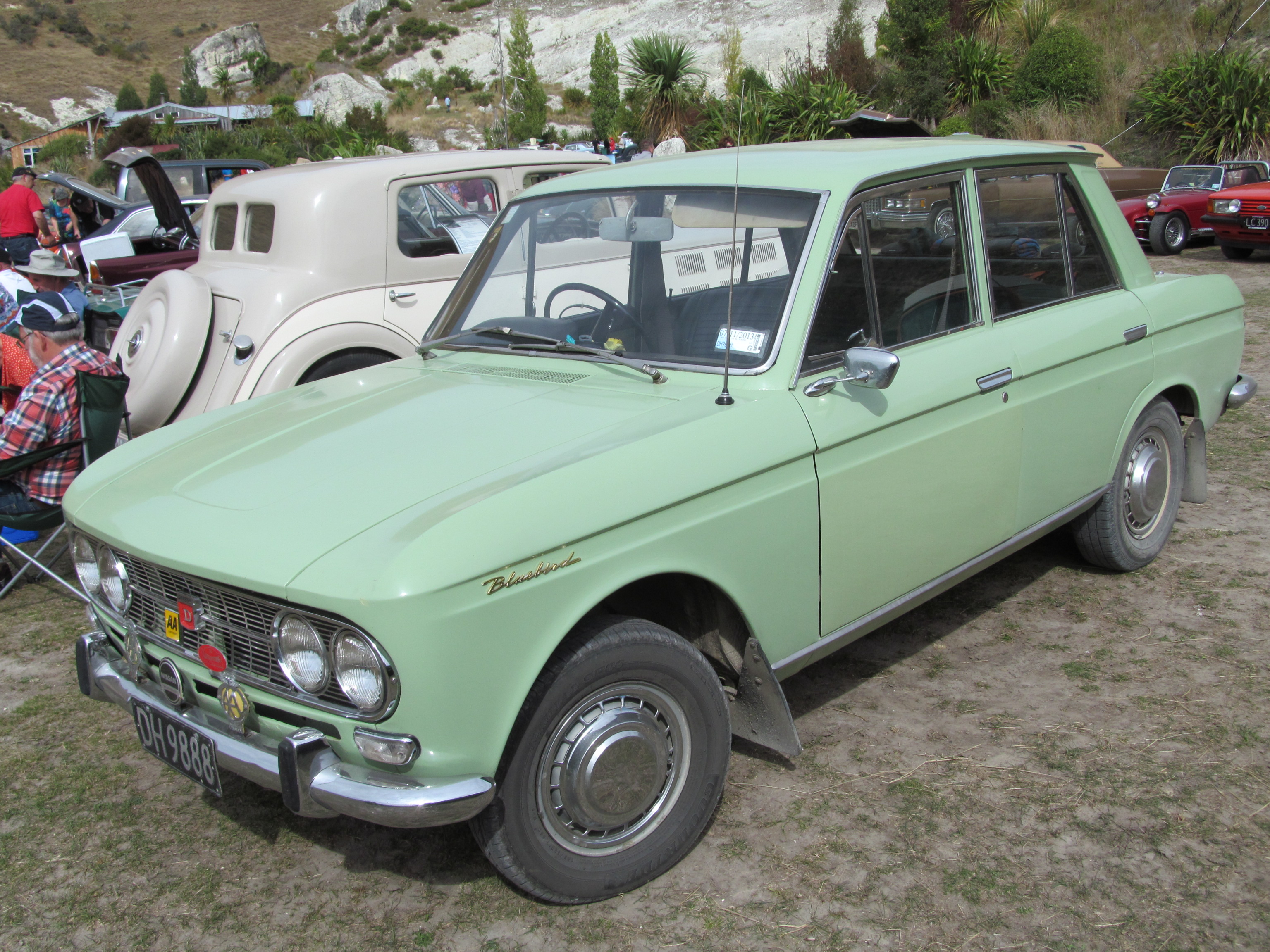
Седан Datsun Bluebird (1967)

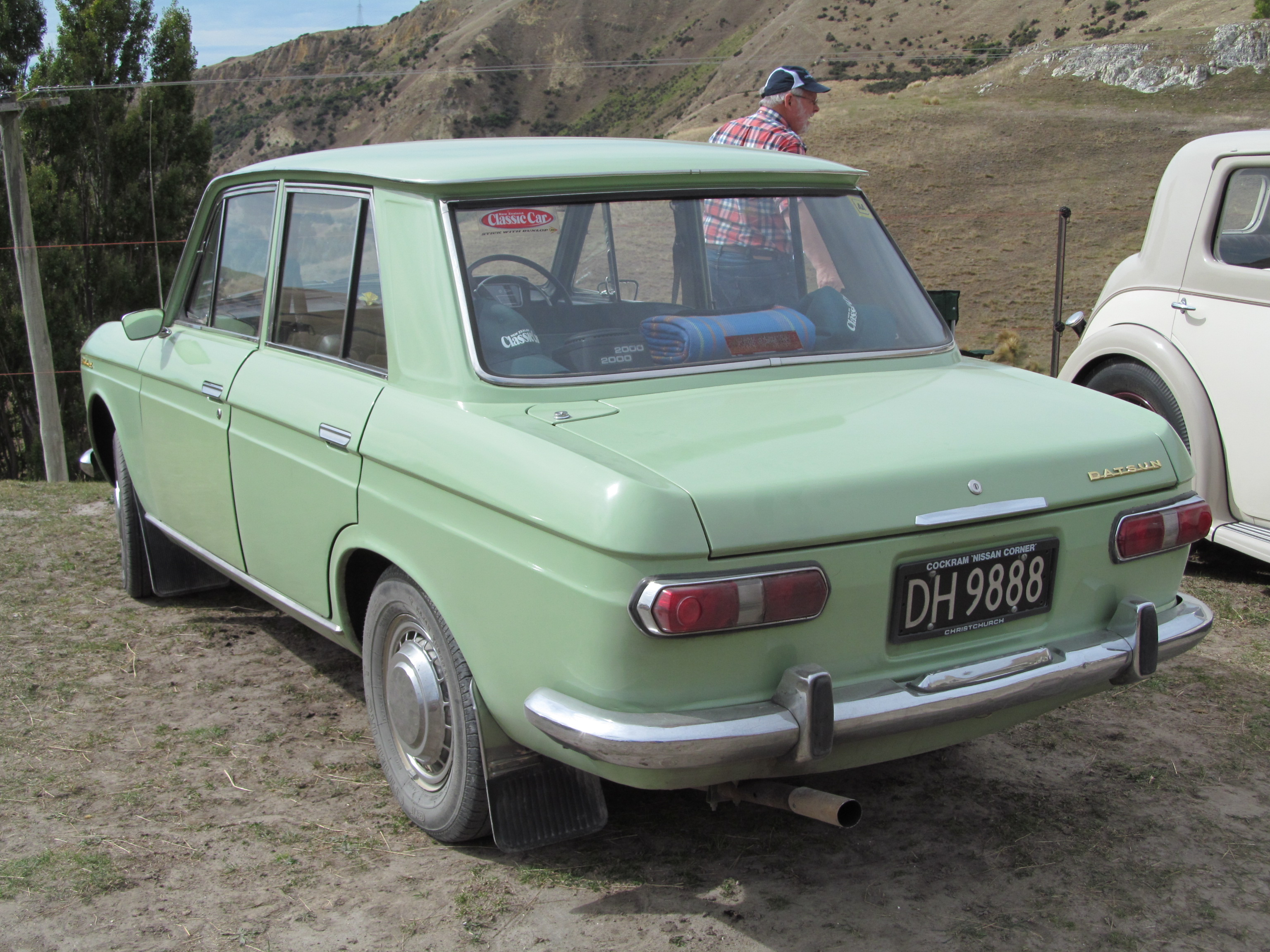
Вид сзади

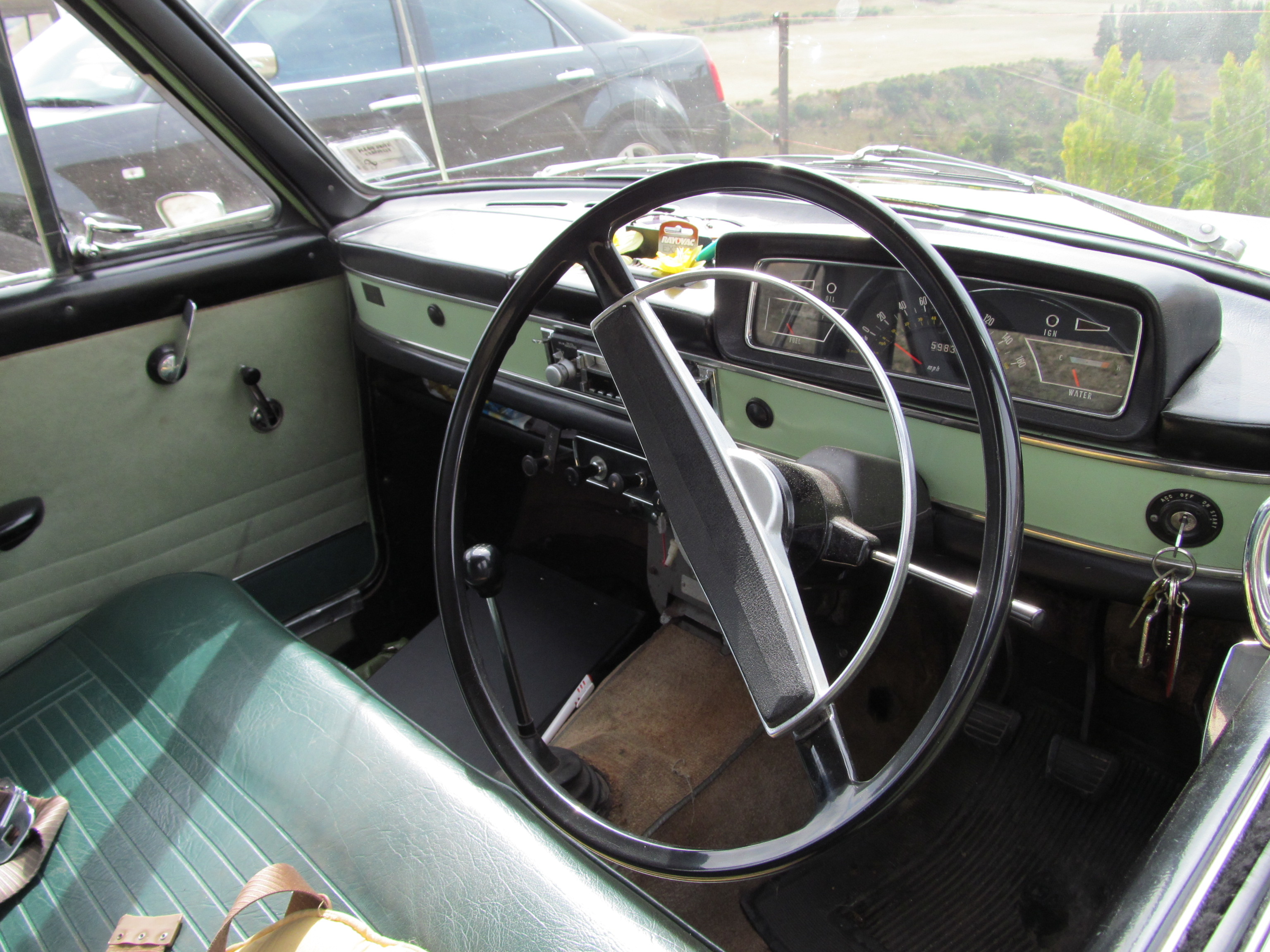
Интерьер

В сентябре 1963 года Nissan обновил автомобиль (410/411, 1963—1967) и он стал напоминать европейский, в частности, Lancia Fulvia. 410 выпускался между 1964 и 1967 годами. Это поколение появилось во время Летних Олимпийских игр 1964 года и Nissan хотел предложить совершенно новый, современный внешний вид во время Игр.
Выпускалось две базовые модели поколения: 410 (1964—1965) с комплектом заднего фонаря, состоящего из комбинации круглых и прямоугольных линз, и 411 (1965—1967), в котором фигурирует та же комбинация заднего фонаря, как и на раннем 410 до 1966 года. На обеих моделях задние указатели поворота были красного или желтого цвета, в зависимости от рынка. Это поколение было одним из первых японских автомобилей, собиравшихся в Новой Зеландии. Седаны и универсалы 410 модели также собирались в Южной Африке, на заводе Росслин в Претории.
Спортивная модель, Bluebird SS, появилась в Японии в марте 1964 года, с настроенным двигателем объёмом 1,2 литра. SS изначально был доступен только в четырехдверном кузове (MTK), двухдверный (RTK) появился год спустя, в феврале 1965 года. Строились две версии SS: DP410-MTK/RTK и DP411-MTK/RTK. Силовым агрегатом для DP410 служил 71-сильный (53 кВт) двигатель Nissan E-1 объёмом 1,2 литра. 78-сильная (57 кВт) двухкарбюраторная версия J13 устанавливалась на DP411. Все модели SS оборудовались четырехступенчатой механической коробкой передач.
Изначально выпускались только четырехдверный седан и пятидверный универсал, в сентябре 1964 года появился и двухдверный кузов. Модели 410 и 411 были также доступны в комплектации Deluxe (DP410 и DP411). «Fancy Deluxe» также существовала на рынке. DP411 SSS для автоспорта собирались на заводе Datsun в Южной Африке. Datsun DP411 SSS в 1964 году была построена для участия в ралли Монте-Карло.
Для минимизации издержек производства на экспорт были использованы стеклоочистители, очищающие лобовое стекло от центра к сторонам. В мае 1965 года базовый двигатель был сменен на уже используемый в 411-серии SS, увеличенного объёма в 1,3 литра, мощностью 67 л. с. (49 кВт) при 5200 оборотах в минуту. Коробка передач осталась трёхступенчатой. Мощность спортивной SS была уменьшена до 72 л. с. (53 кВт), но устанавливалась коробка с четырьмя скоростями.
Кузов пикапа разрабатывался и продавался параллельно. По какой-то причине он получил следующую вторую цифру кода шасси, 520. Коммерческое использование 520 принесло заметное расхождение Bluebird и пикапа, и обозначение сохранялось до 1972 года. Более поздние версии получили модернизированный перед, похожий на следующий — 510.
В США были доступны автомобили в кузовах четырёхдверного седана и универсала; двухдверный никогда не предлагался. 1,6-литровый двигатель, совместно с аналогичным двигателем R16 на родстере SP(L)311, был доступен только в 1967 году. 1,2 и 1,3 версии моделей 410 и 411 имели ручную коробку передач, а 1,6-литровая версия шли или с ручной или с автоматической.
На Тайване 410 выпускался и продавался как Yue Loong YLN-705B.

## Третье поколение

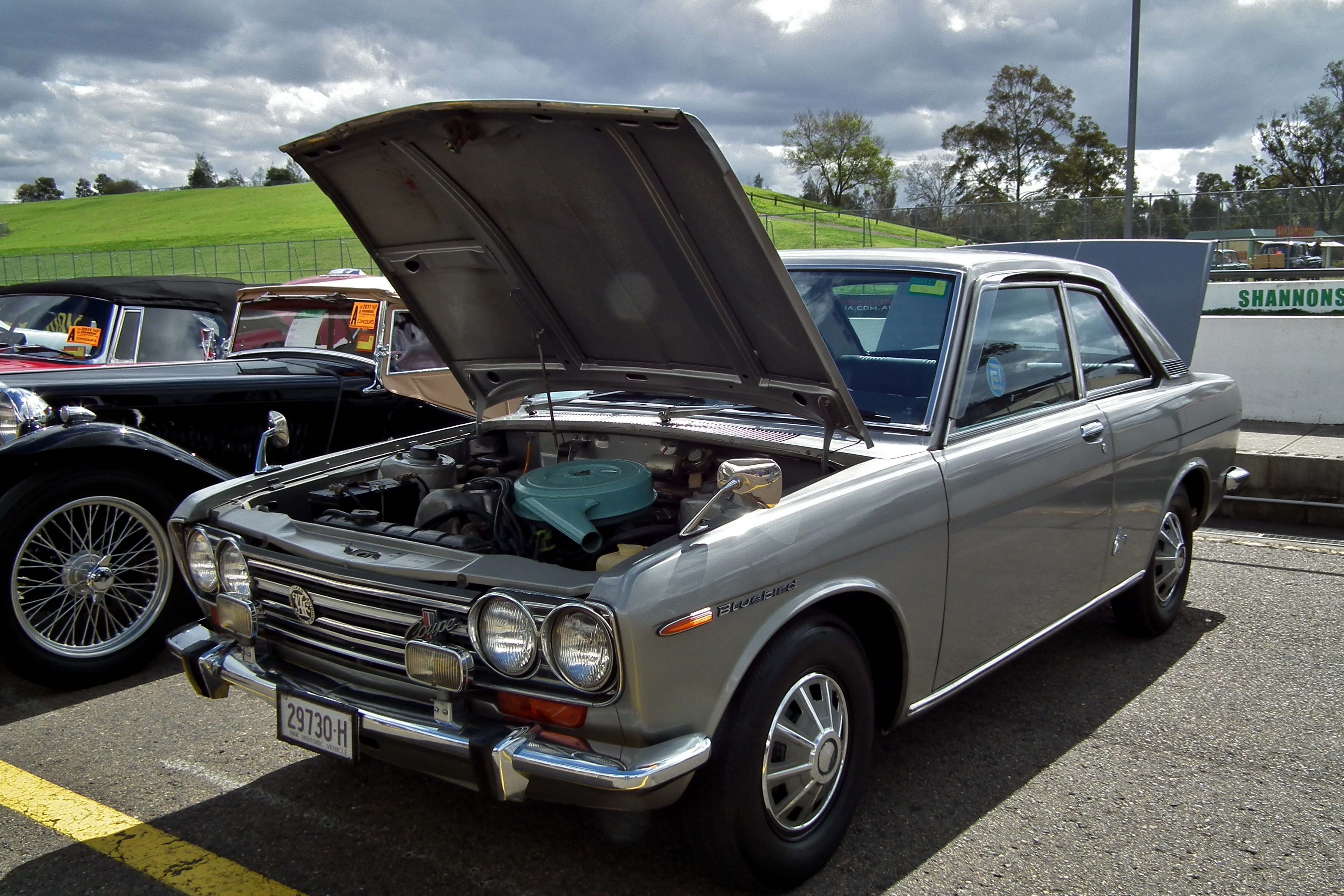
Купе Datsun Bluebird 510 (1970)

Появившись в августе 1967 года (510, 1967—1972), это поколение было одним из наиболее богатых в плане разновидностей кузовов: двухдверный и четырехдверный седаны, пятидверный универсал и двухдверное купе (появилось в ноябре 1968 года). «510» по-прежнему пользовалось значительной известностью в США.
Как и его предшественники, 510 завозился в Новую Зеландию, на этот раз с 1,6-литровым двигателем и четырехступенчатой автоматической коробкой. Местная сборка осуществлялась с использованием местных комплектов стекол, радиатора, обивки, ковров, покраски, электрики и множества других элементов.
Обозначение «SS» было изменено на «SSS», так как и General Motors уже использовал обозначение для своего пакета Super Sport, начиная с 1961 года. Седан и купе P510 выпускались в Южной Африке с 1969 по 1974 годы с двигателем L16.

## Четвёртое поколение
610 серия (1971—1976) была запущена в Японии в августе 1971 года под названием Datsun Bluebird-U. Суффикс U означает ориентированный на потребителя (англ. User Oriented) и говорит о более высоком уровне комфорта по сравнению с предыдущей моделью. 610 был одним из первых продуктов компании Nissan, выполненным в популярном стиле, названном «стилем бутылки Коки», появившимся на международном уровне в течение 1960-х и 1970-х годов. Внешний вид стал общим с большим Nissan Cedric третьего поколения, так как оба автомобиля были доступны через японскую дилерскую сеть Nissan, названную Nissan Bluebird Store.
На внутреннем японском рынке 610 конкурировал со вторым поколением Toyota Corona Mark II. Также в Японии 610 изначально продавался параллельно с 510, но в итоге заменил его. 610-е были доступны в кузовах 4- и 2-дверный хардтоп (HT) и 5-дверный универсал. Комплектации в Японии включали GL (Grand Luxe), SSS (Super Sports Sedan), DX (Deluxe) и STD (Standard). Подвеска и трансмиссия были заимствованы от 510 с некоторыми изменениями. Кроме того, автомобили в кузове хардтоп сохранили независимую заднюю подвеску с продольным рычагом, а универсал — задний ведущий мост с рессорами от 510 универсала.

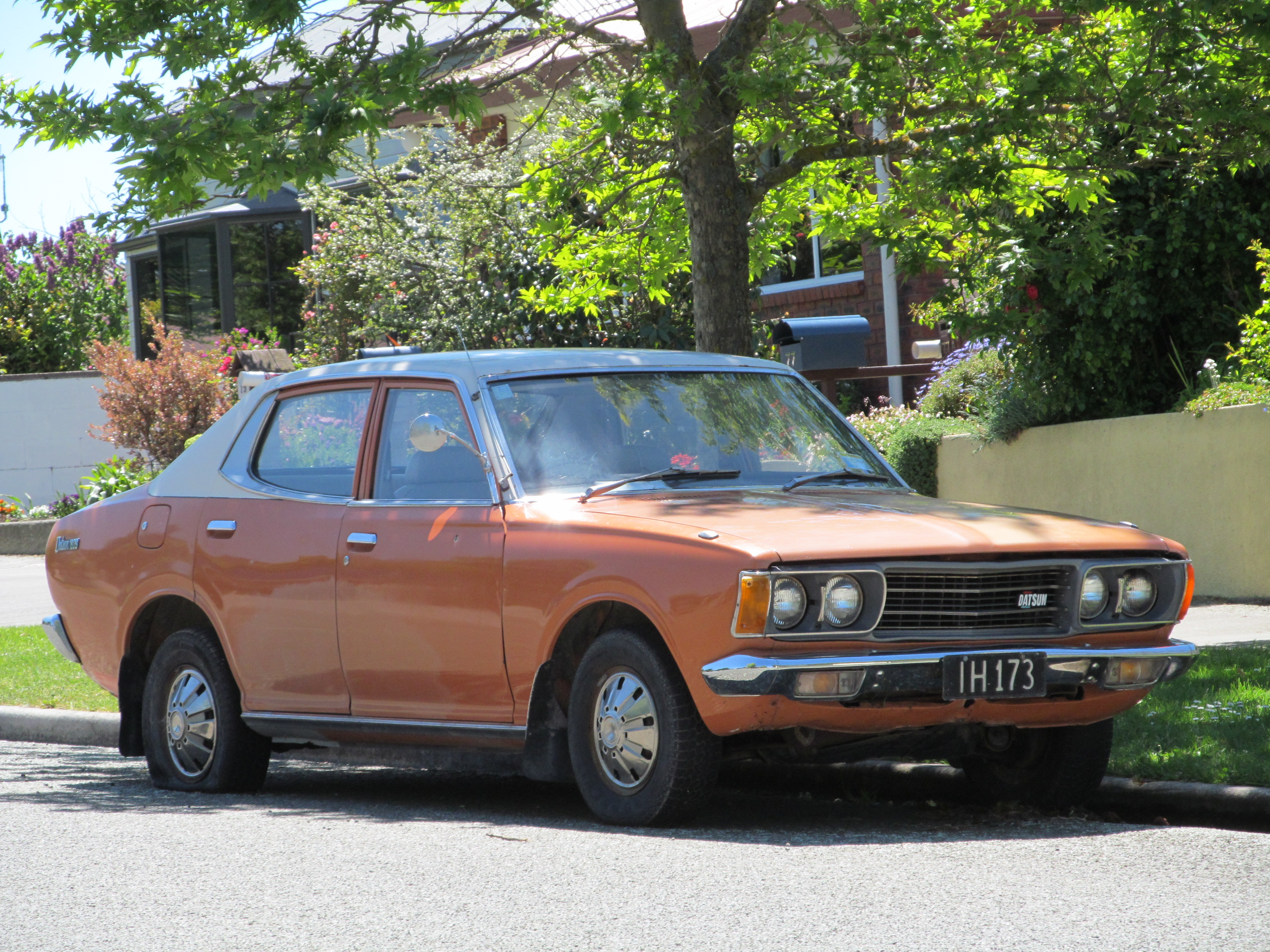
Седан Datsun 180B (1977, Новая Зеландия)

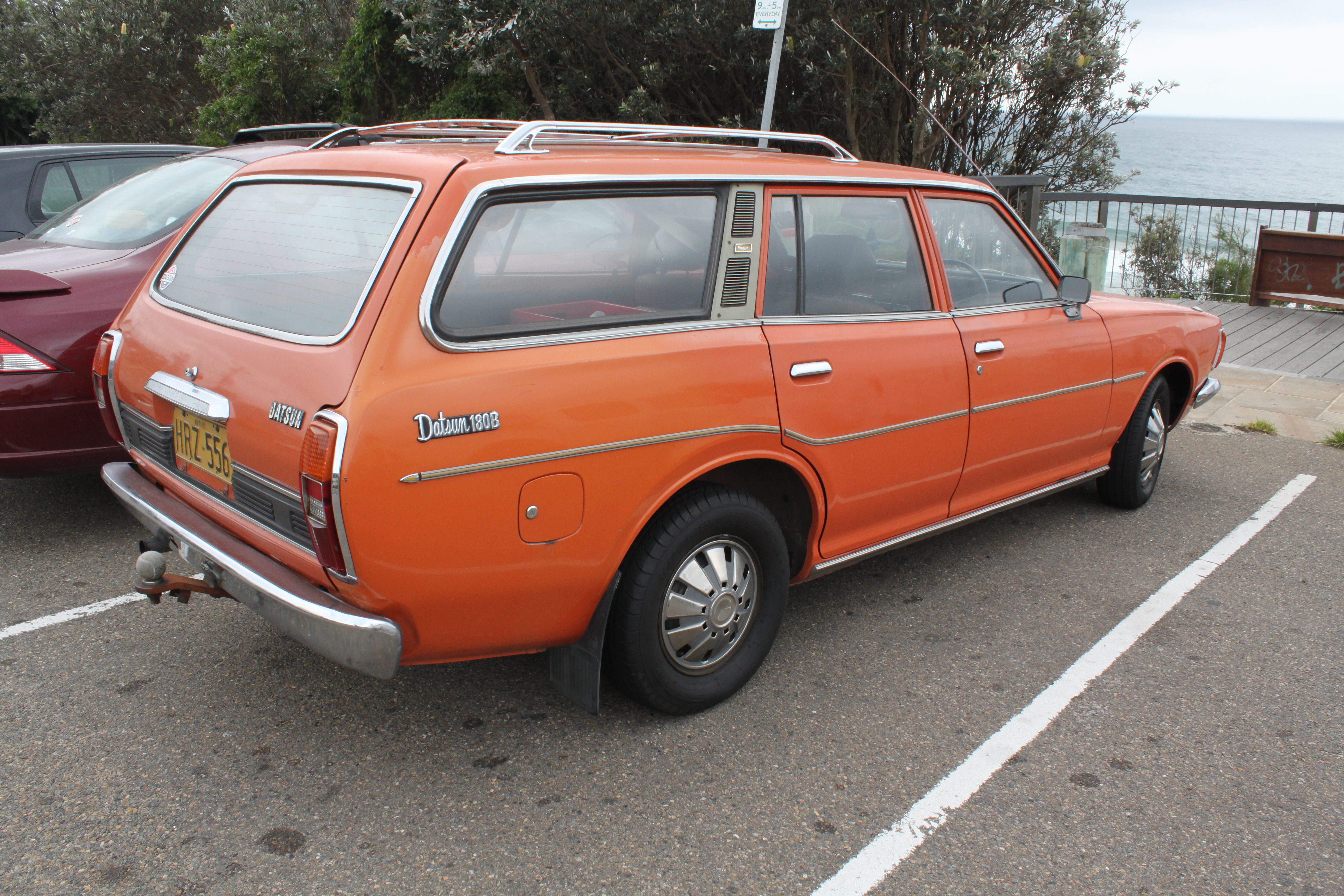
Универсал Datsun 180B (1975, Австралия)

На 610 модель устанавливались четырёх- или шестицилиндровые рядные двигатели L-серии. На многих экспортных рынках, в том числе в Великобритании, Европе и Австралии, 610 обозначался как 160B или 180B, указывая на объём двигателя. Название Bluebird также часто указывалось в рекламе и в буклетах. В Великобритании популярность серии 160B/180B/180B SSS Coupe еще больше укрепила позиции Datsun в качестве ведущего японского импортера. Большинство 610-х, ушедших на экспорт, было оборудовано четырёхступенчатой механической или трёхступенчатой автоматической коробкой передач, а пятиступенчатая механическая коробка передач была доступна на японском и австралийском рынках.
Как и в предыдущем поколении, комплектация SSS включала различные спортивные опции и повышенную мощность двигателя. Внутренняя японская модель SSS-E была оборудована электронной системой впрыска топлива фирмы Bosch и стала одним из первых серийных автомобилей Nissan, продававшихся без карбюратора. Другими моделями 610, никогда не уходившими на экспорт, были U-2000 GT и U-2000 GTX (названные в Японии «акульим носом»), с рядными шестицилиндровыми двигателями, которые имеют некоторое визуальное сходство с автомобилями Pontiac GTO и Oldsmobile Cutlass. Модель G610 получила растянутую переднюю часть для размещения большого двигателя, а также новую решетку и другие внешние изменения. Эта модель не была доступна в кузове универсал. Самая мощная модель GTX-E получила систему впрыска топлива, ее мощность составила 130 л. с. (96 кВт).
610 получил фейслифтинг в 1974 году, в частности, сменились поворотники, установленные на передних углах, и решетка радиатора. 610 имел три различных переда: оригинал, рестайлинг, и «акулий нос» с шестьюцилиндровым мотором.
Австралия. В Австралии компания Datsun представила 180B местного производства в октябре 1972 года как четырёхдверный седан в комплектациях Deluxe и GL, и двухдверное купе SSS. На автомобиль устанавливался 1,8-литровый двигатель L18 совместно с четырёхступенчатой механикой или трёхступенчатым автоматом; Datsun также ставил на SSS пятиступенчатую механику в 1975 году. По сравнению с базовыми моделями Deluxe модели GL получили: виниловую крышу, радио с отдельным динамиком, новую обивку и ковровое покрытие, и другое. В начале 1974 года кольца вокруг передних указателей поворота, новые задние фонари и изменение салона предвещали глубокий фейслифтинг, а полностью импортный (не местного производства) представительский седан GX прибыл в ноябре 1974 года.
Модель GX внешне отличали решетка, дворники и шильдики, также в салоне имелись тканевые вставки среди виниловой обивки и три положения регулировки водительского сиденья. Универсал GX появился в июне 1975 года в сопровождении незначительного рестайлинга в 1976 году. 180B оказался популярным на момент прекращения своего производства в октябре 1977 года, когда P810 200B появились в Австралии.
Северная Америка. В США и Канаде автомобиль продавался просто как «Datsun 610». Были доступны кузова четырёхдверного седана, двухдверного купе и пятидверного универсала. Все 610-е, получившие большие 2-литровые двигатели L20B, имели название модели Datsun 710 и всего 97 л. с. (72 кВт) мощности (SAE Net); это меньше, чем было заявлено производителем для автомобилей японского рынка с двигателями объёмом 1,6 литра. Калифорнийская версия имела мощность 94 л. с. (70 кВт).
До 1977 года стал доступен шестицилиндровый 810, 610 модель была самым большим автомобилем Datsun, продававшимся в Северной Америке.
Новая Зеландия. Изначально на рынок Новой Зеландии поставлялись седаны 180B с 1,8-литровым двигателем и четырёхступенчатой механической коробкой передач. Позже трёхступенчатый автомат был добавлен в качестве заводской опции.

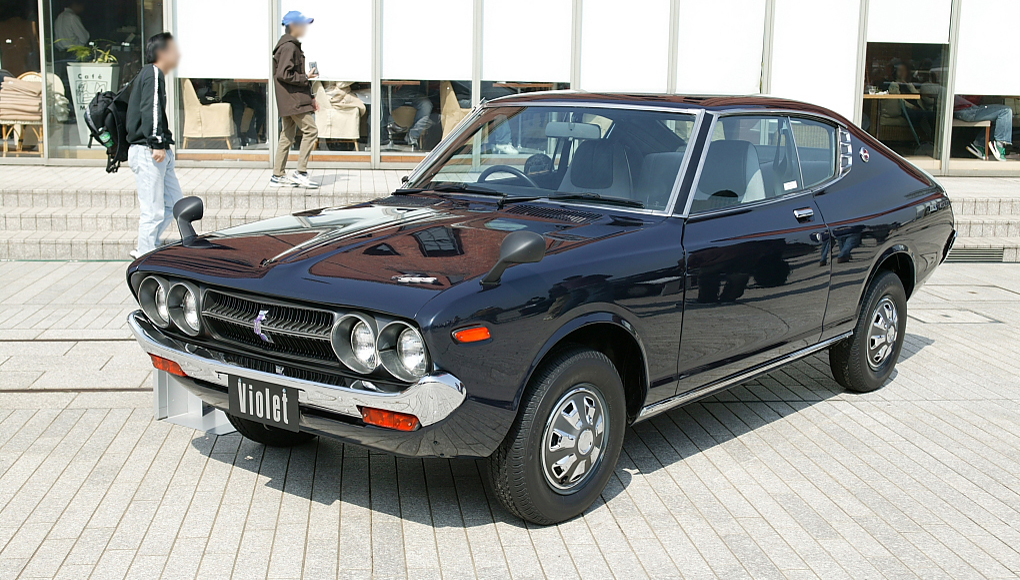
Хардтоп Datsun Violet 710

История гонок. Четырёхдверные 610-е в 1972 и 1973 годах принимали участие в ралли Сафари. Боб Шарп выводил гоночный 610 HT на вторые места в общем зачете на американском чемпионате SCCA в 1973 и 1974 годах. Тот же автомобиль вышел на первое место в SCCA 1976 года, но уже с другим пилотом.

### 710 серия
Вскоре после появления 610, с января 1973 года Nissan запустила новую линейку чуть меньших автомобилей. Новая линейка автомобилей продавалась на различных рынках как Datsun 140J/160J, Datsun Violet или Datsun 710. В Японии автомобиль был эксклюзивом дилерской сети Nissan Cherry Store и продавался в качестве компаньона к меньшему Nissan Cherry, тем самым давая возможность продавать большой Bluebird через другого дилера. Использование названия 710 было источником путаницы, поскольку оно предполагало либо большую модель, либо более новую модель в линейке. Этот автомобиль выпускался также в Южной Африке с 1973 по 1978 годы. Традиционным конкурентом считалась Toyota Corona.

## Пятое поколение
Выпуск 810 серии (1976—1979) начался в июле 1976 года. Двигатели остались прежними, а в августе 1978 года был восстановлен выпуск двигателя объёмом 1,4 л. Стиль автомобиля эволюционировал, стал слегка угловатым, но сохранил формы «бутылки Коки». Перестал выпускаться двухдверный седан, но остались четырёхдверный седан, двухдверное хардтоп-купе (SSS Coupe) и пятидверный универсал.

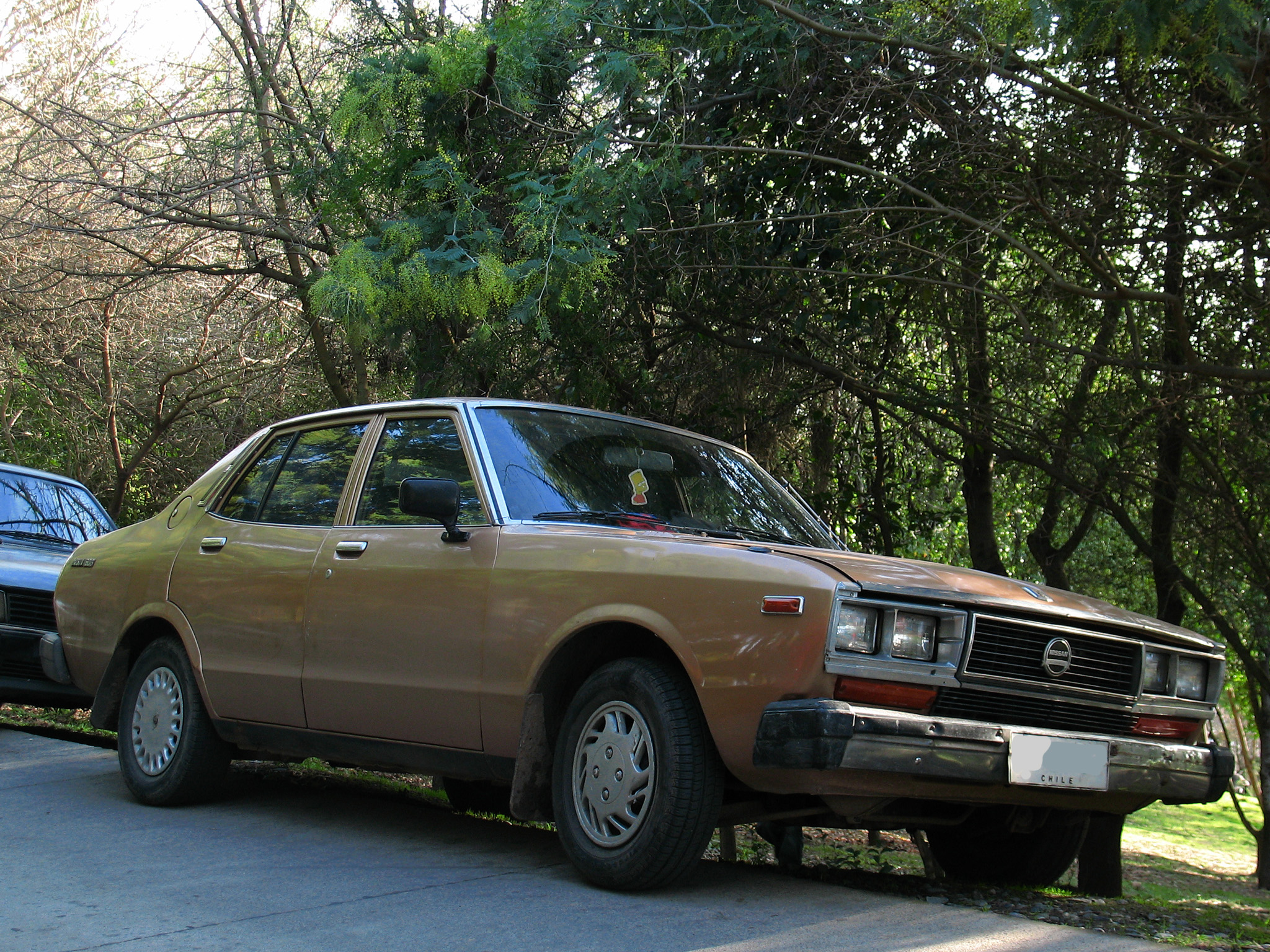
Datsun 180B (1980, Чили)

810 продавался на экспорт как Datsun 160B, Datsun 180B, Datsun 200B и Datsun 810. Австралийский журнал Wheels назвал 200B «модель 180B с двадцатью большими ошибками». В Японии постепенно сменились модернизированные двигатели, которые должны были соответствовать нормам выбросов на 1978 год; эта модель получила номер шасси 811 серии. Этот процесс начался в октябре 1977 года и продолжался до августа 1978 года. Ранние двигатели L-серии были сменены на двигатели Z, основанные на L.
В Японии по-прежнему были доступны шестицилиндровые версии. Эти автомобили получили более длинную колесную базу и переднюю часть, задняя же часть досталось от текущего поколения. В августе 1978 года появился Bluebird G4 (PD811), 1,8-литровая четырёхцилиндровая модель с длинным передом.

### Европа
В это время несколько британских автопроизводителей теряют свою долю рынка, а Datsun возглавил рынок британских импортеров автомобилей. Журнал Autocar (журнал) Autocar проводил дорожный тест 180B, на котором была достигнута максимальная скорость 162 км/ч, разгон до 96 км/ч занял 13,6 секунды. Общий расход топлива за время проведения теста составил 10,2 л/100 км. Все эти показатели были незначительно лучше, чем у Ford Cortina 1600 GL, который продолжал доминировать в этом секторе на рынке в Великобритании. Цена составляла, включая налоги, 2950 £, по сравнению с 3263 £, которые просили за автомобиль Ford.
В Европе (160B/180B) мощность 160B указывалась в 81 л. с. (60 кВт), для большего двигателя на модели 180B было доступно 88 л. с. (65 кВт). На спортивных моделях SSS приходилось довольствоваться весьма скромным увеличением мощности до 90 л. с. (66 кВт).

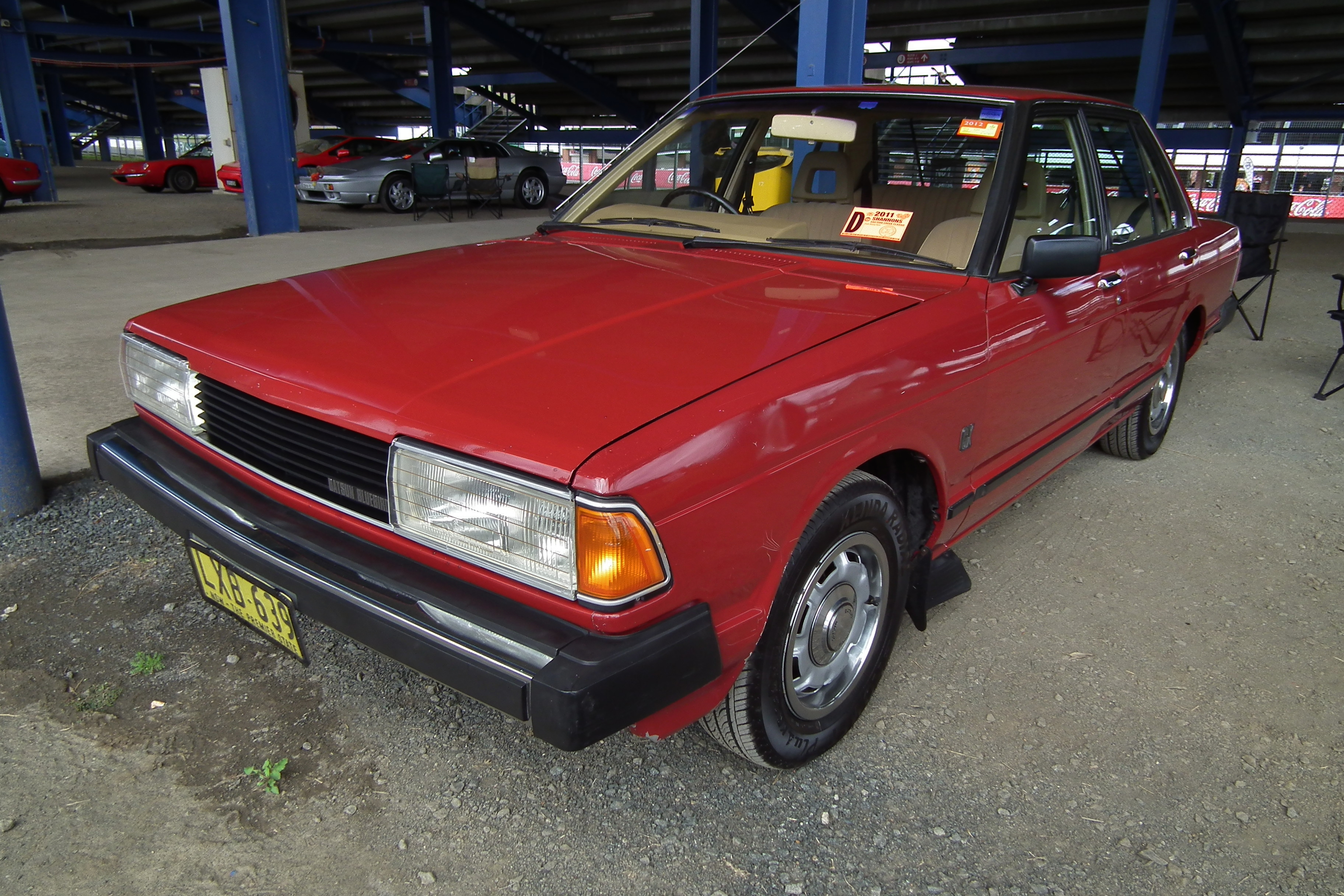
Седан Bluebird 910 GX (1982, Австралия)

## Шестое поколение
910 (1979—1983), который был последним заднеприводным Bluebird, имел простые и четкие линии, в отличие от стиля «бутылки Коки» своего предшественника. Однако, на автомобиле сохранилась тот же двигатель, та же подвеска Макферсон и те же 2500 мм колесной базы, как и на 810 модели. Начиная с этого поколения в Японии устанавливались только четырёхцилиндровые двигатели, а шестицилиндровый автомобиль сменил Nissan Leopard, строившийся на базе Nissan Skyline.
Этот автомобиль собирался в Австралии, Южной Африке, на Тайване и в Новой Зеландии. Это поколение также является основой для североамериканской Datsun/Nissan 810 Maxima начиная с 1980 года.
В Европе появился в 1981 году и предлагался совместно с похожим по размерам Stanza, предоставляя возможность выбора покупателям Nissan между заднеприводным седаном и переднеприводным хетчбэком.

## Седьмое поколение
В октябре 1983 года (U11, 1983—1990) привод сменился на передний, однако свободный стиль внешнего вида сохранился от предшественника. В то время главный дизайнер компании Nissan считал этот стиль популярным, коэффициент аэродинамического сопротивления остался довольно высоким и составлял 0,39.

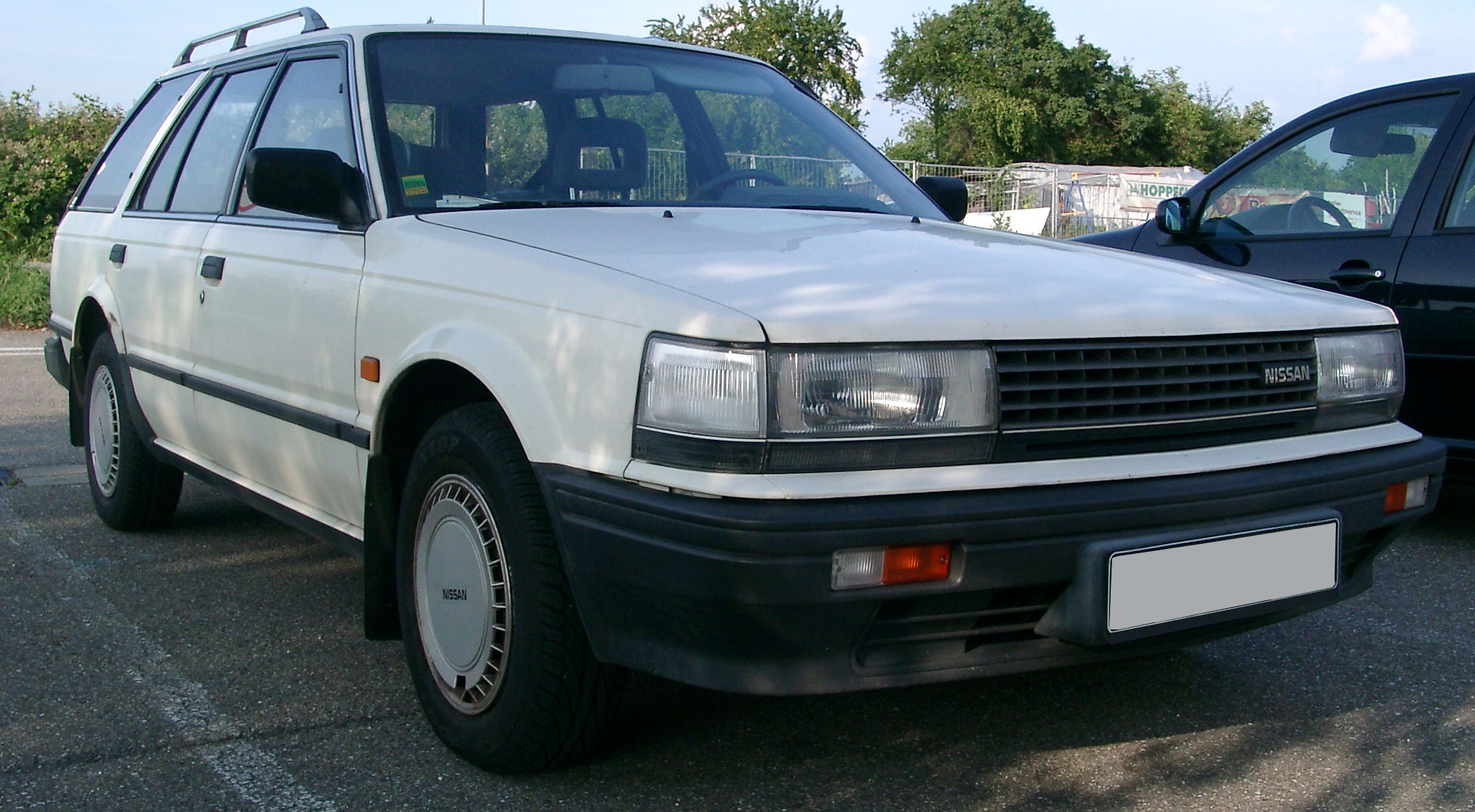
Универсал Nissan Bluebird

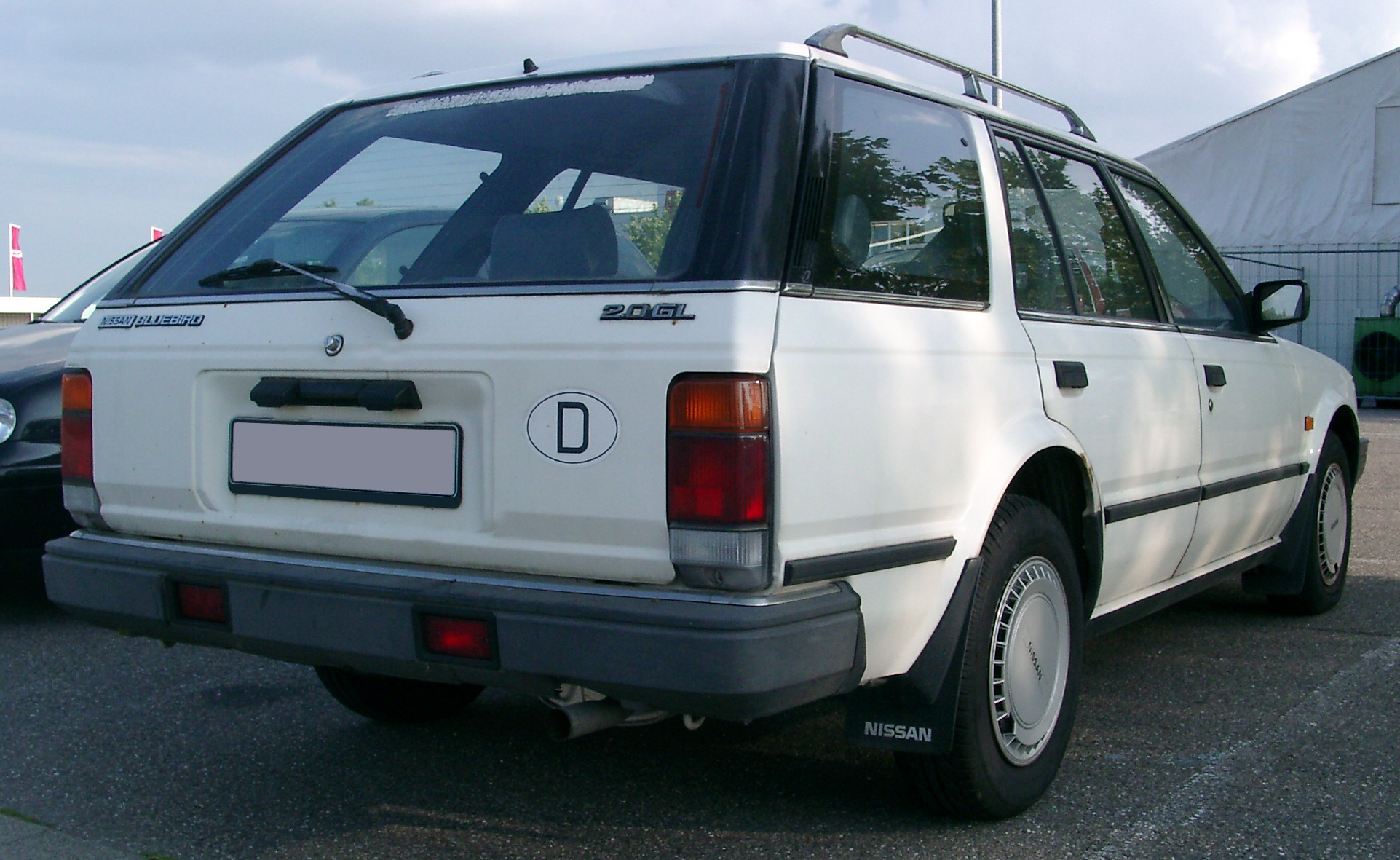
Вид сзади

Это поколение было доступно в следующих кузовах: четырёхдверный седан, четырёхдверный хардтоп и пятидверный универсал. Купе перестало выпускаться, и хардтоп седан редко можно было увидеть за пределами Японии.
Эта модель появилась в Европе всего через два года после начала производства Nissan автомобиля Auster (T12) как своем заводе в Великобритании в 1986 году. Некоторые модели (с дизельным двигателем и универсалы) продавались параллельно с T12 «Bluebird» на некоторых рынках. Bluebird получил достаточно стандартное оснащение на европейских рынках. На некоторых рынках 2-литровый бензиновый двигатель был доступен только в сочетании с автоматической коробкой передач.
Хотя седаны U11 были заменены на модель 1988 года, универсал продолжал выпускаться вплоть до 1990 года. Шестицилиндровые Maxima также продолжали выпускаться (без «Bluebird» в названии с мая 1987 года) до октября 1988 года, когда появился полностью обновлённый Maxima. Большинство универсалов, проданных в Японии, имело характеристики коммерческих автомобилей. На модель «Bluebird Wagon SSS Turbo Wingroad» устанавливался 120-сильный (88 кВт) 1,8-литровый рядный четырёхцилиндровый двигатель. Это был первый автомобиль, получивший название «Wingroad», в сентябре 1987 года. Универсалы строились до мая 1990, когда они были заменены на Nissan Avenir (универсал Primera на большинстве экспортных рынков).
Были доступны бензиновые двигатели объёмом 1,6/1,8/2,0 литра, 1,8-литровый двигатель имел турбо-вариант. В 1984 году в Японии стал доступен кузов, названный Bluebird Maxima, отличавшийся расширенной передней частью для установки двигателя VG20ET конфигурации V6. Этот 2-литровый V6 был доступен атмосферный или турбированном исполнении. U11 Maxima оснащался большим 3-литровым VG30E, а также 2-литровым дизелем без наддува или с турбонаддувом.
Австралия строила автомобиль с 910 серией, который была обновлена в 1985 году. Новая Зеландия рекламировала U11 как Widetrack Bluebird для того, чтобы отличать его от похожего предшественника.
В Великобритании предлагались комплектации: 1.8 DX (1984—1986); 2.0 GL/GL универсал/SGL (1984—1986); 1.8 Turbo ZX (1984—1986). На Тайване U11 продавался как Yue Loong Bluebird 921 / 923 .

## Восьмое поколение
На смену квадратной модели U11 в сентябре 1987 года пришла серия U12 (1987—1992), выпускавшаяся в кузовах четырехдверных седана и хардтопа. Дизайн автомобиля получил закругленные черты по сравнению с предыдущим поколением. Автомобилем в максимальной комплектации был универсал «Bluebird Maxima» с двигателем V6 (VG20ET), выпускавшийся с предыдущего поколения.
Различные комплектации включили традиционный «SSS» (SSS / twincam SSS / twincam SSS-X). В дополнение к SSS универсал был заменен на Nissan Avenir и также был доступен седан (LE / SE Saloon / XE Sedan / Super-select). Цена автомобиля начального уровня (1600LE, пятиступенчатая механическая коробка передач) начиналась от 1 198 000 ¥, максимальная же цена на автомобиль в комплектации SSS Attesa Limited (Twin Cam Turbo 1800 куб.см, четырехступенчатая автоматическая коробка передач) составляла 2 998 000 ¥. В это же время ограниченно производилась модель SSS-R с уменьшенной массой кузова и специальным двигателем повышенной мощности. Bluebird U12 появился примерно одновременно с автомобилем Subaru Legacy.

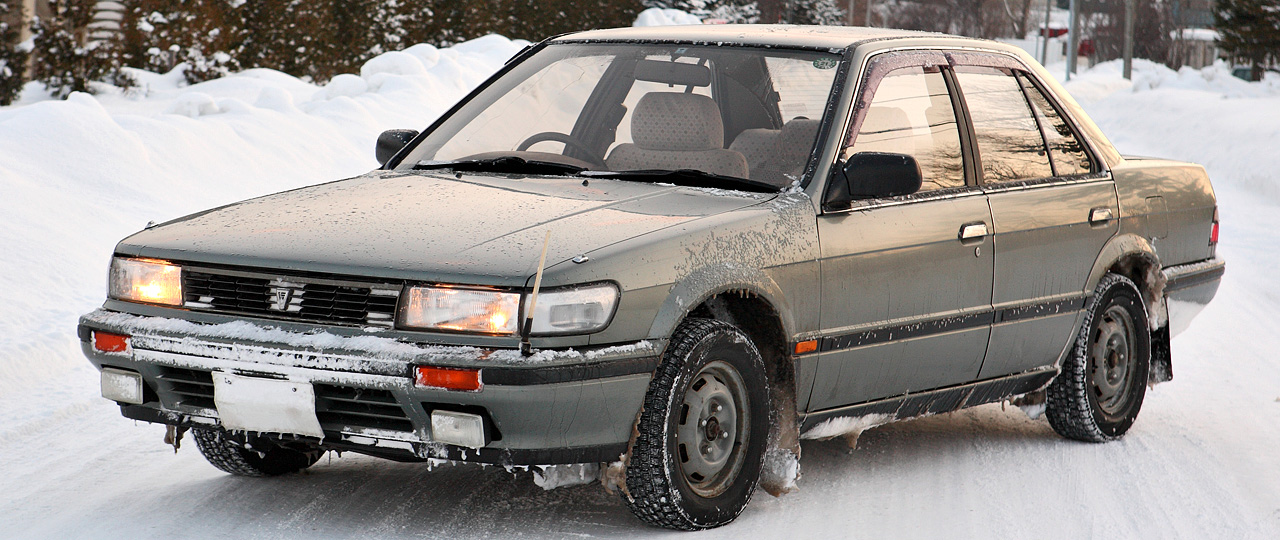
Nissan Bluebird 2.0D XE-Saloon F (SU12)

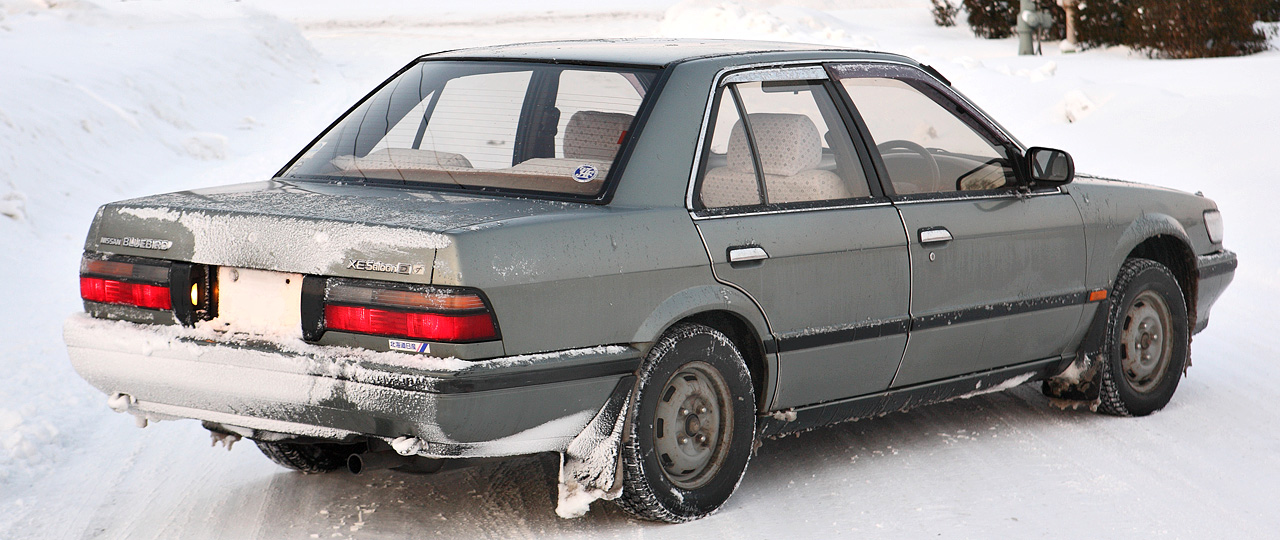
Вид сзади

Нововведениями для U12 стали введение механической системы полного привода, называемой ATTESA, и установка популярного двигателя SR20DET для второй серии (HNU12, 1989—1991). На автомобиль устанавливались четырёхцилиндровые бензиновые двигатели объёмом 1,6, 1,8 или 2,0 литра, либо дизель LD20 объёмом 2,0 литра. Nissan выпускал турбированный с 1987 по 1990 годы под названием RNU12, с двигателем CA18DET DOHC объёмом 1809 куб. см, продававшийся в Японии и Новой Зеландии. Он также использовал систему ATTESA.
В Австралии эта модель продавалась с 1989 по 1993 годы как Nissan Pintara, сменив большую модель на базе Skyline. Здесь он существовал под кодовым названием ‘Project Matilda’. На австралийские модели устанавливались двигатели 2,0-литровый CA20E SOHC EFI и 2,4-литровый KA24E SOHC EFI. В итоге Проект Матильда не был успешным, что привело к обвалу австралийского производства Nissan в начале 1990-х годов.
U12 также продавался в Северной Америке как Nissan Stanza. Существовали следующие комплектации австралийского U12 Pintara:
- GLi: 2,0 л, 5-ступ. механика, верхний стоп-сигнал, AM/FM радио/кассета
- Executive: 2,0 л, 4-ступ. автомат, как и выше, плюс ГУР и дистанционное открытие багажника
- T: 2,4 л, механика или автомат, как и выше, плюс дисковые тормоза вкруг, тахометр и быстроскладывающиеся задние сиденья
- Ti: 2,4 л, механика или автомат, как и выше, плюс дифференциал повышенного трения, круиз-контроль, климат-контроль, центральный замок, электрические стеклоподъемники, графический эквалайзер, противотуманные фары и легкосплавные диски
- TRX: 2,4 л, механика или автомат, как и выше, плюс спортивные сиденья, спортивная подвеска, обвесы, сигнализация, легкосплавные диски 6Jx14" (все другие модели имеют колеса 5,5Jx14")
  - Примечание: Все комплектации были доступны в кузовах 4-дверного седана и 5-дверного хетчбэка (кроме TRX — только в кузове 4-дверного седана). Примечание 2: Corsair был доступен в комплектациях GL (CA20) и Ghia/Ti (KA24).

## Девятое поколение
Серия U13 (1991—1997) была запущена в Японии в сентябре 1991 года в кузовах четырёхдверных седана и хардтопа. Эти две модели визуально различаются: седан похож на U12, в то время как хардтоп, получивший название Nissan Bluebird ARX, имел более традиционный стиль. Универсалу пришел на смену новый Nissan Avenir.
Несколько японских моделей включали в себя полноприводные версии (ATTESA). Двигатели, использовавшиеся в японских моделях, широко варьировались по мощности и типу. Модель SSS Attesa LTD использовала SR20DET (154 кВт/206 л. с.). Эти двигатель и трансмиссия были похожи на устанавливавшийся на Pulsar GTi-R (169 кВт). Отличия включали всего один корпус дроссельной заслонки, меньшее число подшипников, малая турбина. GTi-R имел большой установленный интеркулер, в отличие от SSS ATTESA LTD. SSS отличался от североамериканской Altima также складывающимися зеркалами (некоторые с подогревом) и задним стеклоочистителем, если автомобиль оснащался спойлером.

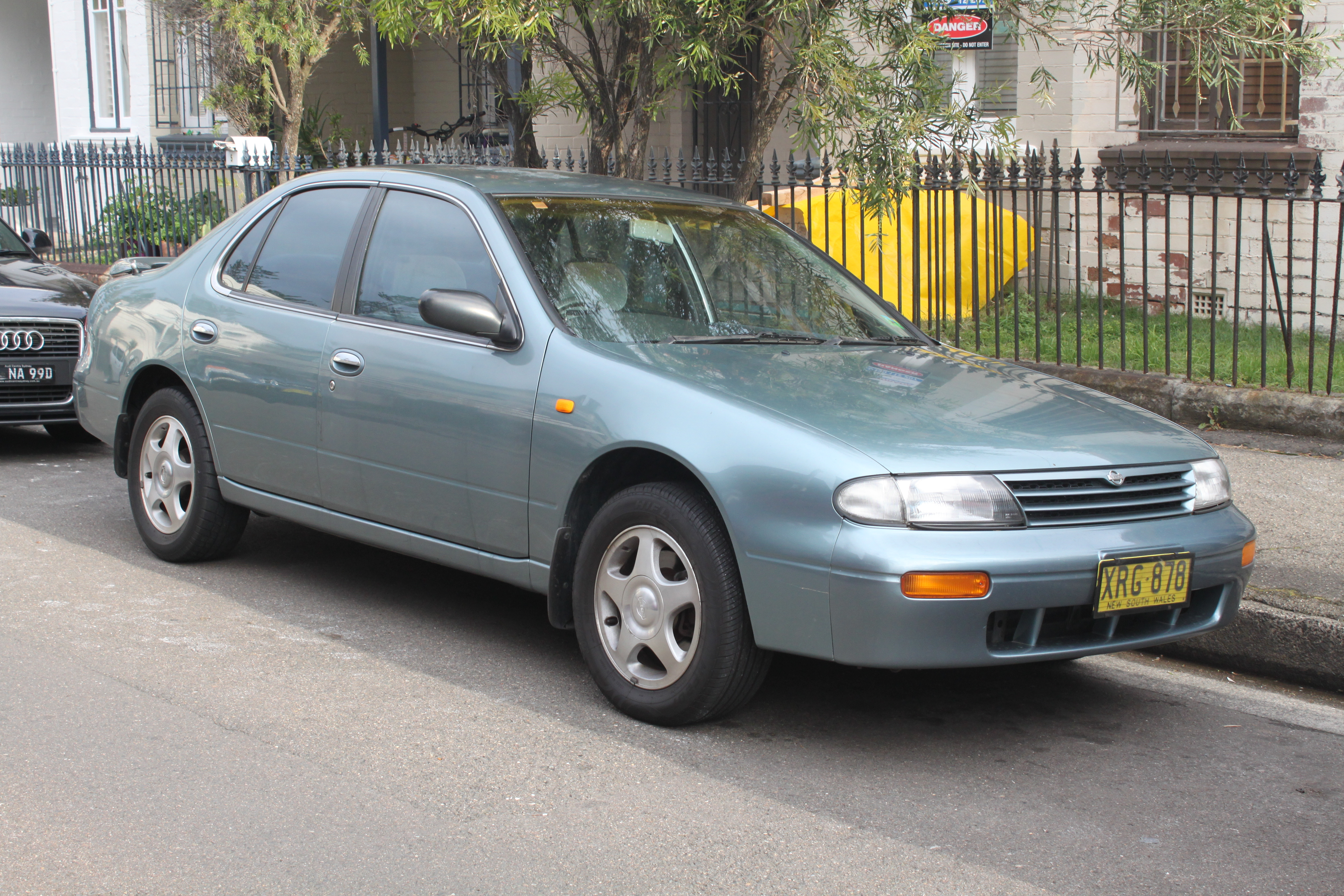
Седан Bluebird U13 LX S2 (1996, Австралия)

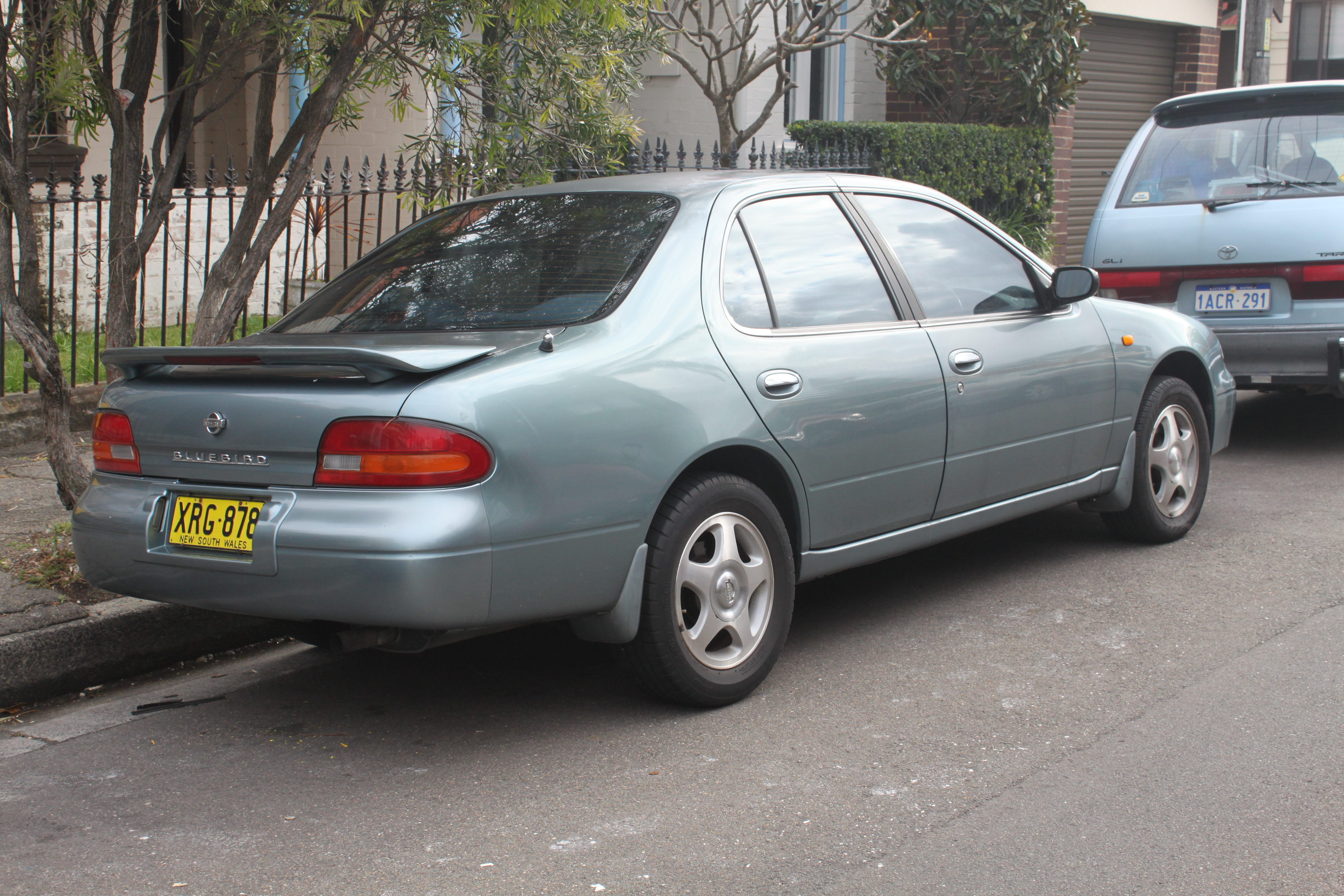
Вид сзади

Австралийские дилеры представили U13 в конце 1993 года и продавали его до 1997 года. Серия 1 продавалась с 1993 по 1995 годы, серия 2 — с 1995 по 1997 годы. На второй серии появились, кроме подушек безопасности водителя, обновлённая решетка, а также визуальное предупреждение о непристегнутом ремне. Как ни странно, первая серия модели LX в стандарте оборудовалась круиз-контролем, что было опцией для второй серии.
Австралийские модели U13 были доступны в трех различных моделях, базовая, но очень хорошо оборудованная модель LX, представительская модель Ti, и спортивная модель SSS. По сравнению с LX, Ti имел климат-контроль, люк, вставки под дерево в салоне и отображение выбранной передачи на дисплее приборной панели (только для коробок-автоматов). По сравнению с LX, SSS имел HUD (индикатор на лобовом стекле с показанием спидометра), климат-контроль, противотуманные фары, возможность перевозки лыж в салоне, салон со вставками под дерево и отображение выбранной передачи на дисплее приборной панели (также только для коробок-автоматов). Несмотря на то, что существовала спортивная модель (SSS), LX являлся самой быстрой из австралийских моделей благодаря наименьшей массе. Двигателем, использовавшимся в австралийских и американских моделях U13, был KA24DE (112 кВт, 210 Нм крутящего момента).
В Новой Зеландии U13 появился в начале 1993 года и собирался на сборочном заводе Nissan в Южном Окленде по технологии CKD до 1997 года, когда он был заменен на Primera. Модель была принята хорошо, оценены её устойчивость на дороге и управляемость. Модели Новой Зеландии включали: S (базовая модель, позже перестала быть доступной), SE (средняя комплектация), SES (спорт) и SEL (представительская). Несколько версий седана получили стандартный кондиционер (автоматический климат-контроль) и дополнительную кожаную обивку.

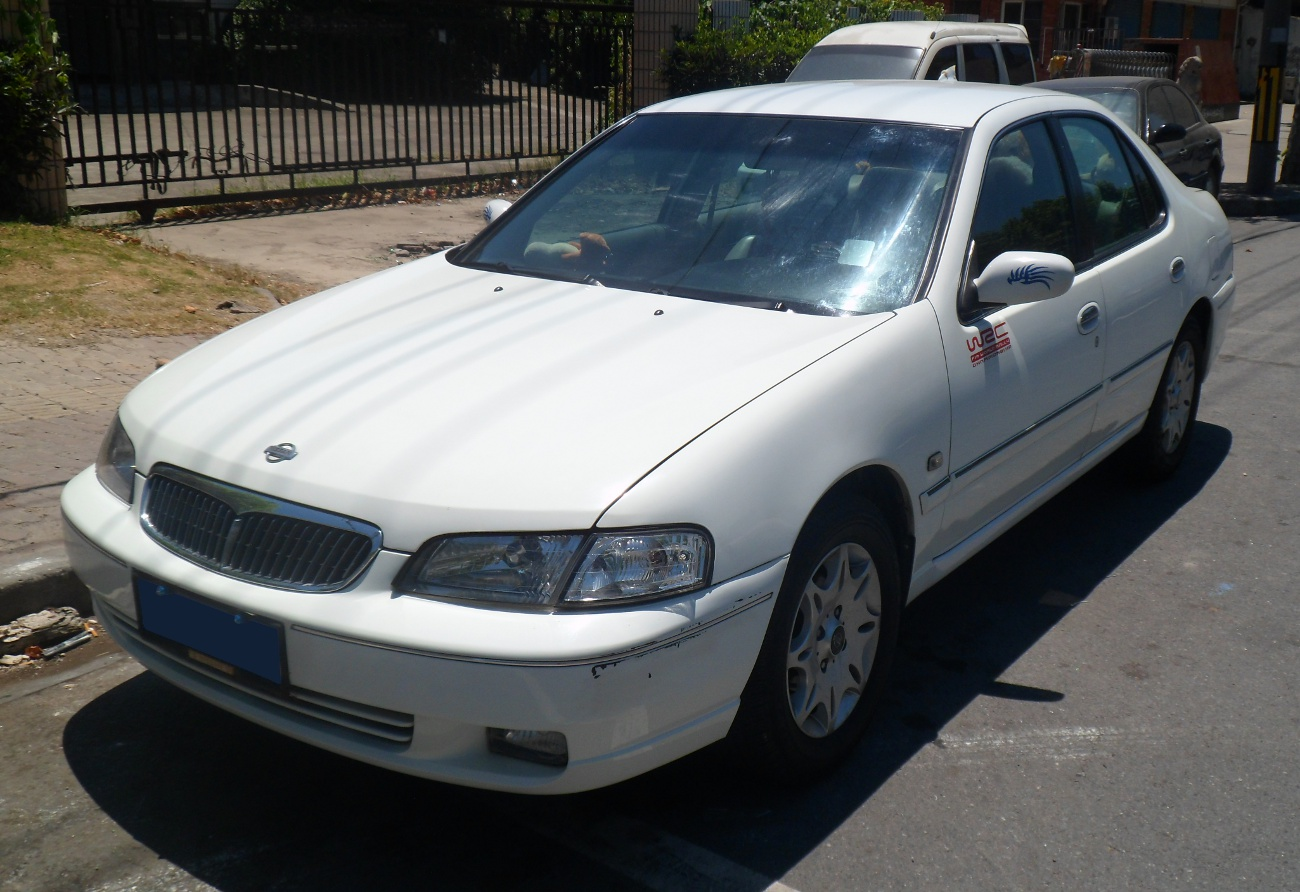
Автомобиль серии EQ7200, Китай

U13 американской сборки (Nissan Altima) были представлены в 1993 году и были похожи на австралийские U13.
Серия EQ7200
Nissan Motor подписал соглашение с китайской Dongfeng Motor Co., касающееся производства в Китае в начале 2000-х годов. Была выбрана модель U13, которая и продавалась как Nissan Bluebird.
Yulon Motor, тайваньский автомобилестроитель, разработал этот вариант U13 в 2001 году и назвал его EQ7200-II серией. От оригинального автомобиля, по сути, осталась центральная часть с сохранившейся колёсной базой в 2620 миллиметров, при этом передняя и задняя части автомобиля были сильно изменены. Никаких упоминаний об участии в разработке Тайваня в китайской рекламе не было.
EQ7200-II выпускался до 2003 года, когда он был сменен обновленной моделью EQ7200-III. Длина автомобиля составила 4664 миллиметра, в отличие от 4585 миллиметров оригинала. Китайские модели использовали двигатель SR20DE местной китайской сборки.

## Десятое поколение

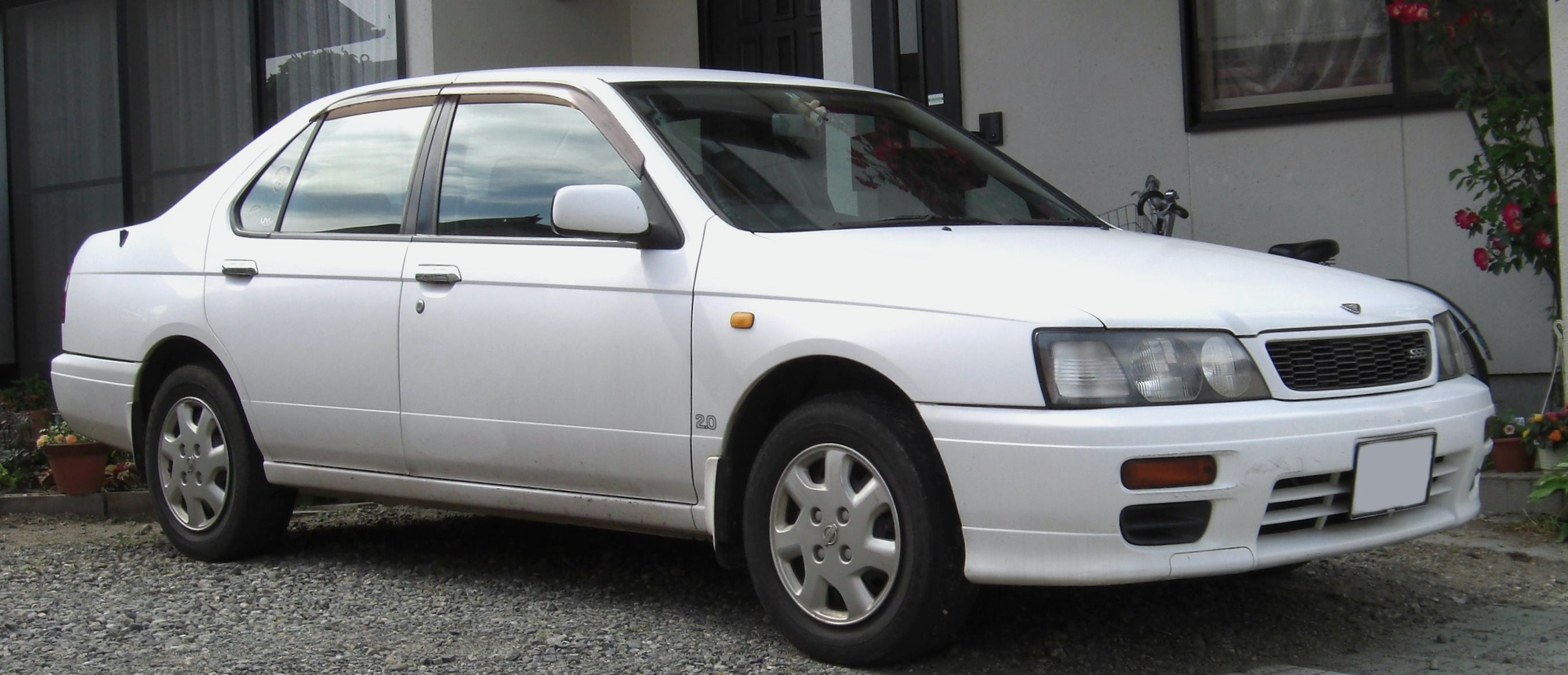
Nissan Bluebird SSS

Nissan перешел на свободный стиль кузова для последнего поколения U14 (1996—2000), появившегося в январе 1996 года. Американская Altima превратилась в отдельную линейку автомобилей, с новым кодом шасси L-серии. С целью уменьшения оплачиваемого в Японии налога, касающегося габаритов автомобиля, кузов U14 сохранил 1700 мм своей ширины.
В этом поколении автомобиль был доступен только в кузове четырёхдверного седана. Среди двигателей существовал выбор SR18(DE) либо SR20(DE) для также доступной полноприводной версии (ATTESA). Автоматическая трансмиссия Nissan Hyper CVT стала доступна в этом поколении наряду со стандартной четырёхступенчатой автоматической, пятиступенчатой механической или пятиступенчатой механической для полноприводных автомобилей. На некоторые модели устанавливался дизельный двигатель CD20E объёмом 1972 куб. см. Предлагавшиеся модели включали комплектации: стандартная Eprise, представительская LeGrand  и спортивная SSS, хотя SSS не относится к настоящей спортивной модели в этой линии.
Производство автомобиля закончилось в Японии в 2000 году. Ему на смену пришли автомобили Nissan Maxima, Nissan Teana и Nissan Altima, направленные на экспорт, и внутренний японский Nissan Bluebird Sylphy. Его экспортные модели пользуются популярностью в России, Африке и Новой Зеландии.